# لغات آسيا
هناك مجموعة واسعة من اللغات التي يتم التحدث بها في جميع أنحاء آسيا، وتضم عائلات لغوية مختلفة وبعض اللغات التي ليس لديها صلة.
عائلات لغة يتحدثها في القارة تشمل التاى، لغات أسترو آسيوية، لغات أسترونيزية، لغات القوقاز، لغات درافيدية، لغات هندية أوروبية، لغات أفريقية آسيوية، لغات منغولية، لغات صينية تبتية. لديهم عادة تقليد طويل من الكتابة، ولكن ليس دائما.

## مجموعات لغوية

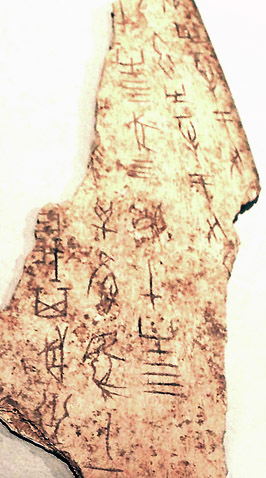
النقوش أوراكل في العظام من سلالة شانج.

التوزيع العرقي اللغوي في آسيا الوسطى والجنوبية الغربية لأسر ألتيتش، لغات القوقاز، الأفرواكية (هاميتو-سامية) والأهلية الهندية الأوروبية.
عائلات كبيرة من حيث الأرقام الهندو أوروبية ولغات درافيدية في جنوب آسيا والصين والتبت في شرق آسيا. العديد من العائلات الأخرى مهيمنة إقليميًا.

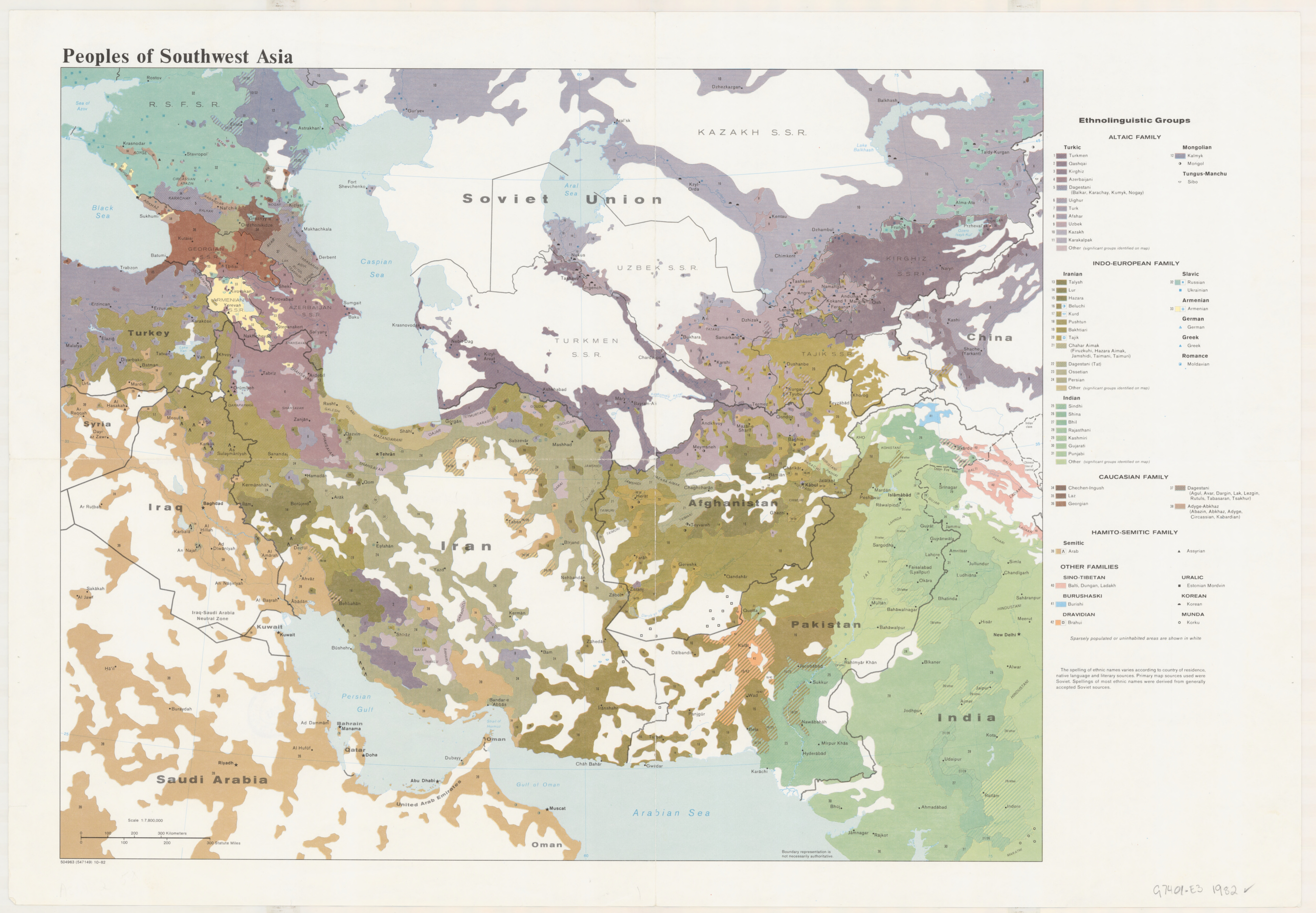
التوزيع العرقي اللغوي في آسيا الوسطى / الجنوبية الغربية لأسر ألتيتش، القوقازية، الأفرواكية (هاميتو-سامية) والأهلية الهندية الأوروبية.

### بين الصين والتبت
تضم اللغات الصينية التبتية اللغات التالية: الصينية، التبتية، البورمية، كارين والعديد من لغات هضبة التبت، جنوب الصين، بورما، وشمال شرق الهند.

## توزيع
في آسيا، العائلتان اللغويتان الرئيسيتان من خلال عدد المتحدثين هما اللغتان الهندو-أوروبية والسينوتيتية، واللغات الألطية، على الرغم من وجود عدد أقل من المتحدثين، تحتل أيضًا جزءًا مهمًا من القارة. منذ العصور القديمة، انتشرت اللغات الهندية الأوروبية في جنوب آسيا (الهند وإيران وباكستان وأفغانستان) وقبل انتشار الشعوب التركية عبر آسيا الوسطى. من القرن التاسع عشر انتشرت روسيا على نطاق واسع عبر سيبيريا في شمال القارة. تشغل لغات ساينوتوباتين بشكل رئيسي الشرق الأقصى، جبال الهيمالايا وبورما. قبل التوسع الروسي، كان شمال وشرق آسيا يسيطران على اللغات التايسية، مع مجموعات ثانوية أخرى مثل اللغات القديمة أو لغات اليانسي.
وبالإضافة إلى ذلك اللغات الهندو أوروبية واللغات الصينية التبتية احتلت مساحات واسعة في آسيا، والمجموعات الأخرى التي لديها عدد كبير من المتحدثين مهمة إقليميا. تحتل اللغات الأسترونيزية الجزء الجنوبي من آسيا المعزولة: إندونيسيا والفلبين وفورموزا. اللغات تفرضه اليابان تسود في الجزر الشمالية وجزر ريوكيو والجزر الرئيسية في اليابان. ولغات أسترو آسيوية ولغات تاي كاداي على حد سواء مع عدة لغات رئيسية وعدد كبير من اللغات بسيطة تغطي البر الرئيسى جنوب شرق آسيا. وأخيرا المجموعات الهامة محليا الأخرى هي لغات درافيدية (مقيد حاليا إلى النصف الجنوبي من الهند، ولكن هذا مرة واحدة يمكن أن تمتد إلى باكستان)، اللغة الكورية ولغات شمال وجنوب القوقاز.
وهناك أيضا مجموعة أخرى أصغر في بعض من أكثر المناطق النائية في آسيا، وهذا هو الحال في لغات همونغ مين وحفنة من اللغات المعزولة مثل بروشسكي وغيرها.